# Bony, Aisne

Bony este o comună în departamentul Ain, Franța. În 1 ianuarie 2022 avea o populație de 139 de locuitori.